# Ока, Масафуми
Синдзи Ока или Масафуми Ока (яп. 岡真史; 30 сентября 1962, Токио — 17 июля 1975) — юный японский поэт-самоубийца.
Покончил с собой, спрыгнув с крыши, чтобы узнать, что будет после смерти. Его стихи были опубликованы в посмертном сборнике «Мне 12 лет» (яп. ぼくは12歳 Боку ва дзюнисай, 1977). Книга вызвала резонанс: на тексты из неё был записан музыкальный альбом (музыка Юдзи Такахаси, исполнитель Тинацу Накаяма; 1977, перевыпущен в 2006 году), судьба Оки стала отправной точкой для спектакля «Зелёное чудовище» (яп. みどりのかいじゅう), поставленного в 2008 году в рамках Международного фестиваля спектаклей для детей и юношества в Осаке.
Как отмечает в своей книге «Писатель и самоубийство» Григорий Чхартишвили,

юный человек, все существо которого наполнено набирающей силу жизнью, на самом деле не верит в свою смертность. Многие юные самоубийцы могли бы повторить вслед за 12-летним японским поэтом Синдзи Ока (1962—1975), спрыгнувшим с крыши, чтобы посмотреть — «что будет»:
Я, наверно, умру.
Да нет же, не умру я!
На самом деле многим из них хочется не умереть, а поиграть в смерть.